# فورتسكو ماتلس جروب
فورتسكو ماتلس جروب (بالإنجليزية: Fortescue Metals Group)‏ هي شركة أسترالية لخام الحديد. اعتبارًا من عام 2017، تعد فورتسكو رابع أكبر منتج لخام الحديد في العالم. تمتلك الشركة ممتلكات تزيد عن 87000 كيلومتر مربع في منطقة بيلبرا في غرب أستراليا، مما يجعلها أكبر مالك عقار في الولاية، أكبر من كل من BHP و Rio Tinto.